# 羅素·諾克斯
羅素·諾克斯（英語：Russell Knox；1985年6月21日—）是一位蘇格蘭高爾夫球運動員，現在參加PGA巡迴賽的比賽。2015年11月，他以兩杆優勢戰勝凱文·基斯納，獲得2015年匯豐冠軍賽的冠軍，這是他首次獲得PGA巡迴賽冠軍，也是首位獲得世界高爾夫球錦標賽的高爾夫球手。

## 職業生涯
諾克斯在2007年成為職業高爾夫球手。在2008年至2010年，他參加NGA Hooters巡迴賽，並兩次獲得冠軍。2011年，他參加全國巡迴賽，並在7月的奇奎塔經典賽中獲得首個冠軍，他最終在賽季末的獎金排行榜上排名第12位，並首次獲得PGA巡迴賽參賽卡。他首次參加PGA巡迴賽賽事是在2011年的威士伯錦標賽，但未能進入第三輪比賽。他首次以正式會員身份參加的PGA巡迴賽賽事是2012年的夏威夷索尼公開賽，但以一桿之差未能晉級第三輪賽事。在2012賽事，他參加了23場PGA巡迴賽賽事，12次晉級第三輪，在獎金排行榜上排名第143位，獲得2013賽季PGA巡迴賽的有條件參賽權。在2013賽季，他參加了PGA巡迴賽和Web.com巡迴賽。2013賽季的Web.com巡迴賽總決賽中，諾克斯排名第20位，並獲得2014賽季PGA巡迴賽的參賽卡。
2013年7月26日，他在Web.com巡迴賽的博伊西阿爾伯遜公開賽中實現單輪59桿的成績。
諾克斯在2014賽季之初表現驚艷。在這一賽季的本田精英賽中，諾克斯和羅素·亨利、羅伊·麥克羅伊、瑞安·帕爾默打入最終的附加賽，但冠軍最後由羅素·亨利獲得。在2914賽季的聯邦快遞杯分數排名中，諾克斯排名第48位，獲得參加2014年聯邦快遞杯總決賽的資格，最終排名第40位。
在2014-2015賽季PGA巡迴賽中，諾克斯在聖地兄弟會兒童醫院公開賽中獲得第三位。他在本田精英賽中也獲得第三位，並在20場PGA巡迴賽中晉級第三輪。諾克斯在這一賽季的聯邦快遞盃分數排行榜中排名第44位，並獲得2015年聯邦快遞盃總決賽的參賽資格。他在巴克萊高球賽和德意志銀行錦標賽表現出色，在聯邦快遞盃的排名也達到29位。但在BMW錦標賽只排名並列第45位，聯邦快遞盃排名也跌出前30位，未能參加巡迴錦標賽。2015年，諾克斯還參加了很少參加的歐洲高球賽事，在蘇格蘭公開賽中獲得第10位。
2015年11月，諾克斯在2015年匯豐冠軍賽中以兩杆優勢戰勝凱文·基斯納奪冠。這是諾克斯首次參加世界高爾夫球錦標賽，也是蘇格蘭人首次獲得世界高爾夫球錦標賽冠軍。這場勝利使得他的世界排名上升到第31位，也是諾克斯的世界排名首次進入前50位，並獲得2016年美國名人賽參賽權。這場勝利之後，諾克斯為代表歐洲參加2016年萊德盃而成為PGA歐洲巡迴賽會員。但他最終因獲得WGC冠軍時並非歐巡賽會員而未能代表歐洲參加萊德盃。
諾克斯在他的首次美國名人賽中未能晉級第三輪，但兩週之後在傳承盃高球賽獲得亞軍。

## 個人生活
諾克斯出生在蘇格蘭印威內斯。他的父親出生在加州聖地亞哥。他曾就讀於庫洛登學院。2003年，他贏得了佛羅里達州傑克遜維爾大學的高爾夫獎學金。2014年4月，他和墨西哥前職業網球賽安德烈·赫南德茲（Andrea Hernandez）結婚。諾克斯的父母居住在美國。他的家庭在唯一居住在蘇格蘭的成員是他的姐姐戴安娜·諾克斯（Diane Knox），曾是Clyde 1的廣播主持人，現在居住在格拉斯哥。

## PGA巡迴賽冠軍
| 說明                    |
| 世界高爾夫球錦標賽（1） |
| 其他PGA巡迴賽（1）      |

| 次數 | 日期          | 賽事             | 桿數                  | 領先桿數 | 亞軍        |
| ---- | ------------- | ---------------- | --------------------- | -------- | ----------- |
| 1    | 2015年11月8日 | 2015年匯豐冠軍賽 | −20 (67-65-68-68=268) | 2桿領先  | 凱文·基斯納 |
| 2    | 2016年8月7日  | 旅行者錦標賽     | −14 (67-67-64-68=266) | 1桿領先  | 傑瑞·凱利   |

## 大滿貫成績
| 賽事               | 2013   | 2014   | 2015   | 2016 | 2017 |
| ------------------ | ------ | ------ | ------ | ---- | ---- |
| 美國名人賽         | 未參加 | 未參加 | 未參加 | 淘汰 | 淘汰 |
| 美國高爾夫公開賽   | T45    | 未參加 | 未參加 | T23  | 淘汰 |
| 英國高爾夫球公開賽 | 未參加 | 未參加 | 淘汰   | T30  |      |
| PGA錦標賽          | 未參加 | 淘汰   | 淘汰   | T22  |      |